# Te lo mereces
Te lo mereces fue un programa de televisión español emitido en Antena 3, presentado por Paula Vázquez y Roberto Leal, que se emitió durante la noche de los viernes en prime time. Sus emisiones comenzaron el 21 de septiembre del 2012, para sustituir así a Avanti ¡que pase el siguiente!, sin embargo las malas expectativas por parte del público en sus dos emisiones, llevaron a la cadena a cancelar el formato.

## Formato
A modo de concurso, los participantes debían superar diferentes pruebas. El dinero recaudado al final del programa debían donarlo a una causa que beneficiar a un ser querido.

## Presentadores
- Paula Vázquez (2012)
- Roberto Leal (2012)

## Audiencias
| Fecha      | Características del programa | Espectadores | Share |
| ---------- | ---------------------------- | ------------ | ----- |
| 21/09/2012 | Programa 1 / Milagros        | 1.552.000    | 9,7%  |
| 28/09/2012 | Programa 2 / Andrea          | 1.298.000    | 7,6%  |
| 05/10/2012 | Programa 3 / Paula           | 1.000.000    | 6,0%  |
| TOTAL      | TOTAL                        | 1.283.000    | 7,8%  |

     Programa líder en su franja horaria (prime-time).
     Récord histórico de audiencia.